# Camille Saint-Saëns
Charles-Camille Saint-Saëns (phát âm tiếng Pháp: [ʃaʁl kamij sɛ̃sɑ̃s]; sinh 9 tháng 10 năm 1835 tại Paris, mất 16 tháng 12 năm 1921 tại Algiers), còn được biết đến với bút danh Sannois, là nhà soạn nhạc, nghệ sĩ đàn piano, nghệ sĩ đàn organ, nhạc trưởng, nhà phê bình nghệ thuật người Pháp. Ông là một trong những nhà soạn nhạc quan trọng của thời kỳ Lãng mạn. Các tác phẩm nổi tiếng của ông là Lễ hội muông thú, Vũ điệu thần chết, Samson và Delilah (opera), Giao hưởng số 3 "Organ", cello concerto số 1, piano concerto số 2, violin concerto số 3, Havanaise, Introduction and Rondo Capriccioso. Ông là một đối thủ rất khó chịu, khắt khe của Vincent d'Indy và Claude Debussy.

## Cuộc đời và sự nghiệp
Camille Saint-Saëns sinh năm 1835 tại thủ đô Paris, Pháp. Cha và chú ông qua đời chỉ vài tháng sau khi ông được sinh ra. Mẹ và cô của ông say mê ông và cho ông tập đàn piano lúc 3 tuổi. Ông được so sánh tài năng âm nhạc lúc nhỏ với Mozart. 5 tuổi, ông đã biết sáng tác, 10 tuổi công diễn piano rất thành công. Saint-Saëns đi học nhạc tại Nhạc viện Paris, học đàn organ với thầy Benoist, học sáng tác với thầy Fromental Halévy. Từ năm 1853 đến năm 1857, ông là người chơi đàn organ tại nhà thờ Saint-Marie, từ năm 1858 đến năm 1877, ông lại chơi đàn organ tại Madeleine. Năm 1852, Saint-Saëns kết bạn với Franz Liszt, chịu ảnh hưởng từ nhà soạn nhạc người Hungary này. Liszt đánh giá ông là một trong những nghệ sĩ piano xuất sắc nhất ở châu Âu lúc bấy giờ, chỉ sau Liszt và về organ thì ông gần như không có đối thủ. Từ năm 1861 đến năm 1865, ông dạy piano tại Trường Niedermeyer, có nhiều học trò xuất sắc như Gabriel Fauré và André Messager. Năm 1871, Saint-Saëns là một trong những người sáng lập Hiệp hội Âm nhạc Dân tộc Pháp nhằm thúc đấy sự phát triển trưởng phái sáng tác khí nhạc Pháp. Năm 1881, ông trở thành viện sĩ Viện Hàn lâm Pháp quốc. Từ năm 1887, ông tập trung vào sáng tác, biểu diễn, chỉ huy dàn nhạc, độc tấu piano và đàn organ, giới thiệu các tác phẩm của mình tại nhiều quốc gia. Ông mất vào năm 1921.

## Phong cách sáng tác
Âm nhạc của Saint-Saëns thanh nhã về hình thức và đường nét, hòa thanh đẹp. Chính vì ông chú trọng đến những phong cách âm nhạc này nên âm nhạc của ông bị nhiều người chê là hời hợt và dễ dãi. Tuy vậy chính phong cách âm nhạc đó công với sự thanh nhã và sự giàu sức sáng tác trong giai điệu đã giúp các tác phẩm của nhà soạn nhạc người Pháp trở nên lâu bền. Những điểm ưu tú nhất năm trong các tác phẩm Samson và Delilah, bản giao hưởng số 3 và những bản concerto cho piano.

## Một số tác phẩm
Saint-Saëns sáng tác được 13 vở opera, có thể kể tới như Samson và Delilah (1877), Étienne Marcel (1879), Henri VIII (1883), Ascanio (1890), ba bản oratorio, bốn bản cantata, các tác phẩm cho dàn nhạc gổm ba bản giao hưởng, các bản thơ giao hưởng Guồng xa của Omphale (1871-1872), Phaeton (1873), Vũ điệu tử thần (1874), Tuổi trẻ của Hercules (1877), Tổ khúc Algérie (1879), năm bản concerto cho piano, ba bản concerto cho violin, hai bản concerto cho cello và dàn nhạc, bản Lễ hội muông thú ("Le Carnaval des Animaux") cho hai piano và dàn nhạc (1866), những tác phẩm hòa tấu thính phòng, khoảng 100 romance, hợp xướng, âm nhạc sân khấu.

## Media
- Trục trặc khi nghe? Xem hướng dẫn.